# Kenzo Nambu
Kenzo Nambu (født 22. august 1992) er en japansk tidligere professionel fodboldspiller.
Han har spillet for flere forskellige klubber i sin karriere, herunder Kataller Toyama.